# Iresine
Genre
Classification phylogénétique
Iresine est un genre de la famille des Chenopodiaceae, ou des Amaranthaceae selon la classification phylogénétique. 

## Liste d'espèces
- Iresine angustifolia Euph.
- Iresine argentata (Mart.) D. Dietr.
- Iresine diffusa Humb. et Bonpl. ex Willd. (= Iresine celosia, Iresine celosioides, Iresine canescens, Iresine paniculata (L.) Kuntze, Iresine elongata)
  - Iresine diffusa f. lindenii (=Iresine lindenii)
- Iresine elatior
- Iresine flavescens Humb. et Bonpl. ex Willd.
- Iresine grandiflora
- Iresine herbstii Hook. ex Lindl.
- Iresine heterophylla Standl.
- Iresine flavescens Humb. et Bonpl. ex Willd.
- Iresine keyensis
- Iresine leptoclada (Hook. f.) Henrickson et Sundberg
- Iresine palmeri (S. Wats.) Standl.
- Iresine rhizomatosa Standl.